# برانکو اشمیت
برانکو اشمیت (صربی: Бранко Шмит؛ زادهٔ ۲۱ سپتامبر ۱۹۵۷) کارگردان فیلم و فیلم‌نامه‌نویس اهل کرواسی است. وی از سال ۱۹۷۴ میلادی تاکنون مشغول فعالیت بوده‌است.
فیلم «گیاه‌خواران گوشتخوار» وی، در سال ۲۰۱۲ جهت رقابت برای جایزه اسکار بهترین فیلم بین‌المللی در هشتاد و پنجمین دوره جوایز اسکار انتخاب شد اما به فهرست نهایی راه نیافت.